# Ivalo

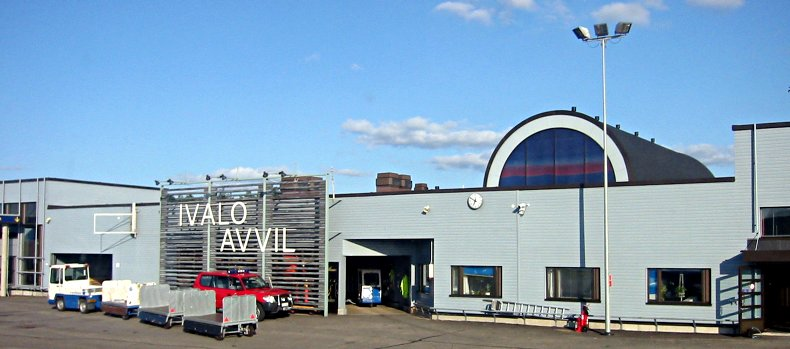
Ivalo flygplats, juli 2004.

Ivalo (nordsamiska: Avvil, skoltsamiska: Âˊvvel, enaresamiska: Avveel) är en tätort och centralorten i Enare kommun i Lappland i Finland. Orten delas i en nordlig och sydlig del av älven Ivalojoki och i en västlig och östlig del av Riksväg 4/E75.
Ivalos flygplats ligger åtta (bilväg drygt tio) kilometer sydväst om Ivalo.

## Historia

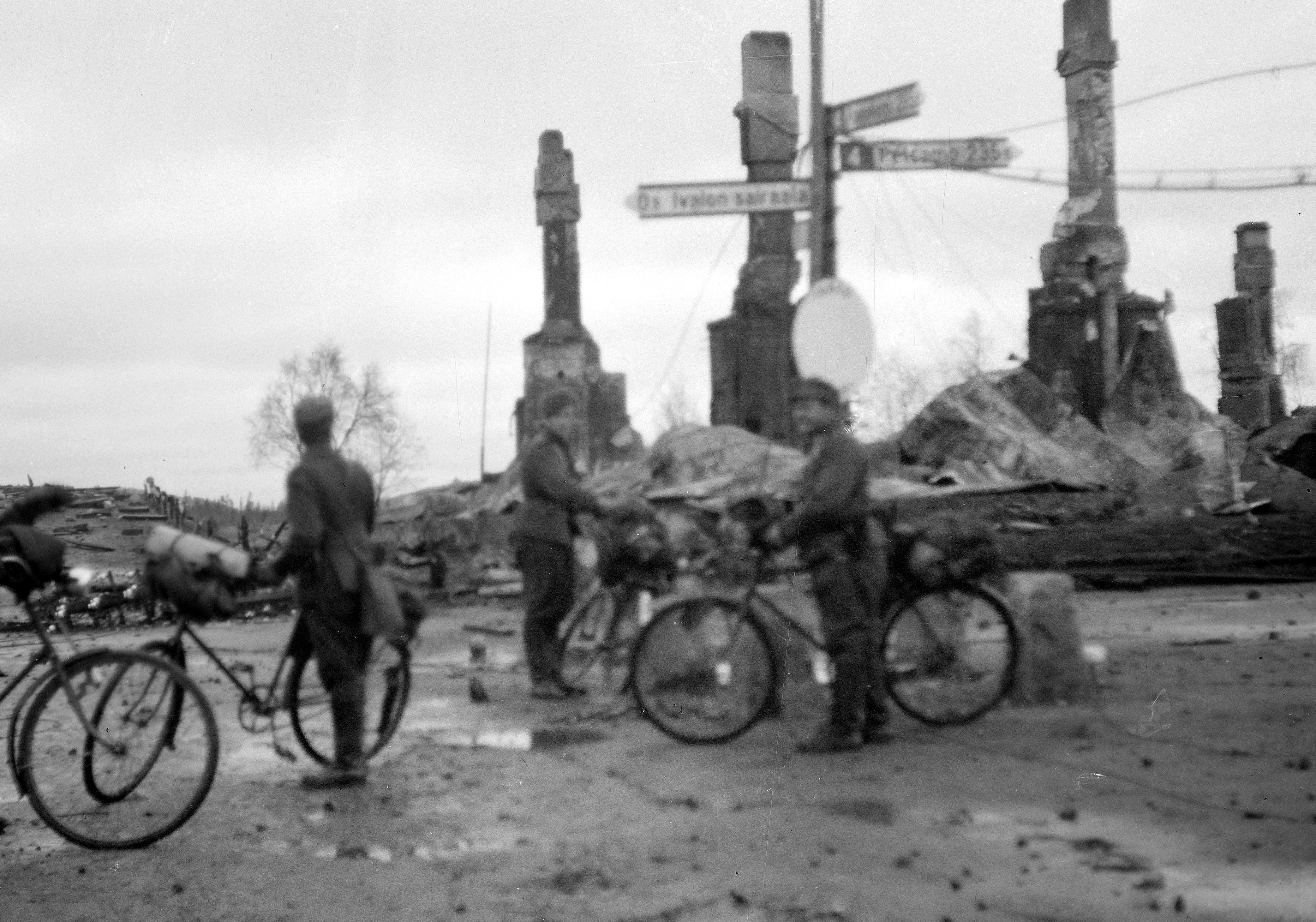
Ivalo efter förstörelsen under Lapplandskriget.

Byn förstördes totalt 1944 under Lapplandskriget av tyska militära styrkor ledda av Lothar Rendulic.

## Järnväg mellan Finland och Ishavet
Under 2017 påbörjades en utredning om Ishavsbanan, en möjlig järnväg mellan Finland och Ishavet, för vilken man 2018 valde rutten mellan Rovaniemi och Kirkenes via Ivalo som huvudalternativ. Under början av 2019 kom utredningen fram till att det saknades förutsättningar för att bygga järnvägen.

### Befolkningsutveckling
| Befolkningsutvecklingen i Ivalo 1960–2015 | Befolkningsutvecklingen i Ivalo 1960–2015 | Befolkningsutvecklingen i Ivalo 1960–2015 | Befolkningsutvecklingen i Ivalo 1960–2015 | Befolkningsutvecklingen i Ivalo 1960–2015 |
| ----------------------------------------- | ----------------------------------------- | ----------------------------------------- | ----------------------------------------- | ----------------------------------------- |
|                                           |                                           |                                           |                                           |                                           |
| År                                        |                                           |                                           | Folkmängd                                 | Landareal (km²)                           |
| 1960                                      | 1960                                      |                                           | 2 555                                     | 6,75                                      |
| 1970                                      | 1970                                      |                                           | 2 661                                     | 7,29                                      |
| 1980                                      | 1980                                      |                                           | 3 041                                     | 9,2                                       |
| 1990                                      | 1990                                      |                                           | 3 734                                     | 7,86                                      |
| 1995                                      | 1995                                      |                                           | 3 917                                     | 9,03                                      |
| 2000                                      | 2000                                      |                                           | 3 632                                     | 9,18                                      |
| 2005                                      | 2005                                      |                                           | 3 482                                     | 9,0                                       |
| 2010                                      | 2010                                      |                                           | 3 219                                     | 7,52                                      |
| 2011                                      | 2011                                      |                                           | 3 175                                     | 7,85                                      |
| 2012                                      | 2012                                      |                                           | 3 131                                     | 7,41                                      |
| 2013                                      | 2013                                      |                                           | 3 118                                     | 7,41                                      |
| 2014                                      | 2014                                      |                                           | 3 080                                     | 7,41                                      |
| 2015                                      | 2015                                      |                                           | 3 062                                     | 7,40                                      |